# Capriate San Gervasio
Capriate San Gervasio es un municipio de la provincia de Bérgamo, en la región de Lombardía, Italia.

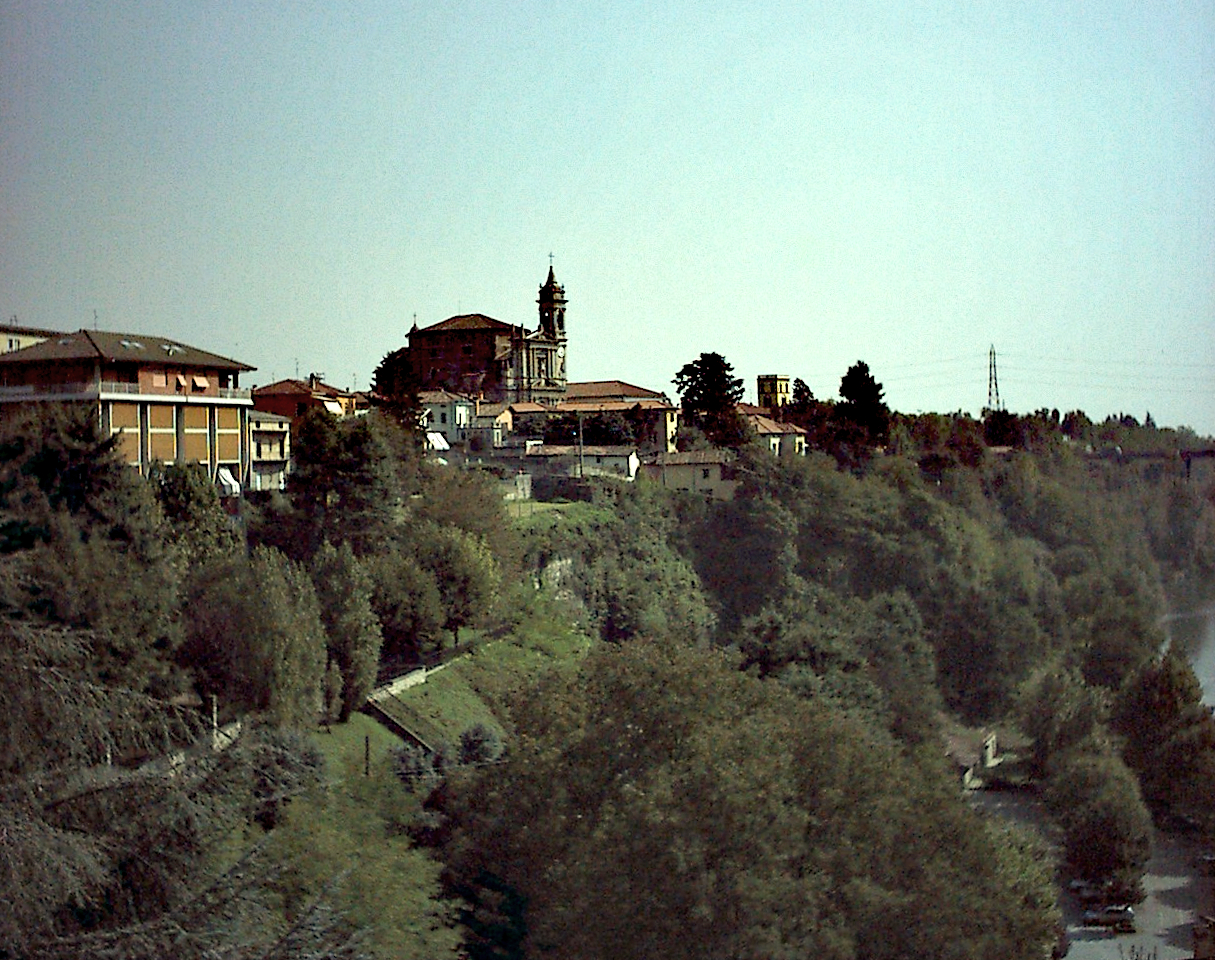
Caprite San Gervasio

Se sitúa en la extremidad meridional de la Isla Bergamasca, un territorio delimitado por los ríos Adda y Brembo. Incluye tres subdivisiones (frazioni) en altitudes levemente diversas: el d'Adda del San Gervasio (norte), el d'Adda de Capriate (centro) y d'Adda de Crespi. El último, un ejemplo de aldea construida en el siglo XIX, perfectamente preservado por la UNESCO.

## Evolución demográfica
| Gráfica de evolución demográfica de Capriate San Gervasio entre 1861 y 2001 |
|                                                                             |
| Fuente ISTAT - elaboración gráfica de Wikipedia                             |